# Giải đua ô tô Công thức 1 Hungary 2006
Giải đua ô tô Công thức 1 Hungary năm 2006 là chặng đua thứ mười ba của giải vô địch thế giới Công thức 1 năm 2006. Giải được tổ chức vào ngày 6 tháng 8 năm 2006.
Ở vòng phân hạng, Fernando Alonso và Michael Schumacher đều bị phạt trừ 10 bậc xuống các vị trí thứ 15 và 11. Còn người giành vị trí xuất phát đầu tiên là Kimi Raikkonen của đội Mc Laren.
Trời mưa trước khi diễn ra cuộc đua đã làm nhiều tay đua khác gặp trục trặc. Mặc dù xếp vị trí xuất phát đầu tiên, Kimi Raikkonen đã bị loại khỏi cuộc đua sau khi va chạm mạnh với Vitantonio Liuzzi ở vòng thứ 26. Còn Fernando Alonso, xuất phát thứ 15 nhưng nhanh chóng vươn lên dẫn đầu đoàn đua, có lúc nhanh hơn Michael Schumacher đến 1 vòng. Tuy nhiên ngay sau khi nạp nhiên liệu, ở vòng thứ 52, một bánh xe của Alonso không hoạt động và làm xe trượt khỏi đường đua rồi đâm vào rào chắn. Tận dụng việc nhiều tay đua khác gặp trục trặc kỹ thuật, Jenson Button (cũng bị trừ 10 bậc xuống vị trí thứ 14 khi xuất phát vì thay động cơ) và Michael Schumacher chiếm 2 vị trí đầu tiên. Nhưng đến vòng thứ 67/70, xe của Michael Schumacher chạy chậm dần, lần lượt bị nhiều xe khác vượt qua rồi tự bỏ cuộc, đưa xe vào khu kỹ thuật của đội Ferrari. Nhờ đó, Jenson Button lần đầu tiên giành chức vô địch một chặng đua Công thức một trong sự nghiệp. Xếp 2 vị trí sau là Pedro de la Rosa và Nick Heidfeld.
Mặc dù bỏ cuộc ở vòng 67 và xếp thứ 9 chung cuộc nhưng Michael Schumacher vận nhận được 1 điểm vì người xếp thứ 7 là Robert Kubica (đội BMW Sauber; thay Jacques Villeneuve bị ốm) chạy trên chiếc xe nhẹ hơn quy định 2 kg (không được xếp hạng).

## Xếp hạng chi tiết
| TT      | Tên                  | Đội đua                | Thời gian            | Xuất phát | Điểm |
| 1       | Jenson Button        | BAR Honda F1           | 1 giờ 52 phút 20,941 | 14        | 10   |
| 2       | Pedro de la Rosa     | McLaren-Mercedes       | +30,8                | 4         | 8    |
| 3       | Nick Heidfeld        | BMW F1                 | +43,8                | 10        | 6    |
| 4       | Rubens Barrichello   | BAR Honda F1           | +45,2                | 3         | 5    |
| 5       | David Coulthard      | Red Bull-Ferrari       | +1 vòng              | 12        | 4    |
| 6       | Ralf Schumacher      | Toyota                 | +60,3                | 6         | 3    |
| 7       | Felipe Massa         | Ferrari F1             | +1 vòng              | 2         | 2    |
| 8       | Michael Schumacher   | Ferrari F1             |                      | 11        | 1    |
| 9       | Tiago Monteiro       | Midland F1             | +3 vòng              | 16        |      |
| 10      | Christijan Albers    | Midland F1             | +3 vòng              | 22        |      |
| 11      | Scott Speed          | Scuderia Toro Rosso F1 | +4 vòng              | 20        |      |
| 12      | Jarno Trulli         | Toyota                 | lỗi động cơ          | 8         |      |
| 13      | Takuma Sato          | Super Aguri-Honda      | vòng 65              | 19        |      |
| bỏ cuộc | Fernando Alonso      | Renault F1             | vòng 51              | 15        |      |
| bỏ cuộc | Kimi Räikkönen       | McLaren-Mercedes       | vòng 25              | 1         |      |
| bỏ cuộc | Vitantonio Liuzzi    | Scuderia Toro Rosso F1 | vòng 25              | 17        |      |
| bỏ cuộc | Nico Rosberg         | Williams F1            | vòng 19              | 18        |      |
| bỏ cuộc | Giancarlo Fisichella | Renault F1             | vòng 18              | 7         |      |
| bỏ cuộc | Christian Klien      | Red Bull-Ferrari       | vòng 6               | 13        |      |
| bỏ cuộc | Mark Webber          | Williams F1            | vòng 1               | 5         |      |
| bỏ cuộc | Sakon Yamamoto       | Super Aguri-Honda      | vòng 0               | 21        |      |
| KXH     | Robert Kubica        | BMW F1                 | + 1 vòng             | 9         |      |